# Божими (Сім'ятицький повіт)
Божими (пол. Borzymy) — село в Польщі, у гміні Перлеєво Сім'ятицького повіту Підляського воєводства.
Населення — 127 осіб (2011).
У 1975-1998 роках село належало до Ломжинського воєводства.

## Демографія
Демографічна структура станом на 31 березня 2011 року:
|          | Загалом | Допрацездатний вік | Працездатний вік | Постпрацездатний вік |
| -------- | ------- | ------------------ | ---------------- | -------------------- |
| Чоловіки | 64      | 17                 | 38               | 9                    |
| Жінки    | 63      | 12                 | 39               | 12                   |
| Разом    | 127     | 29                 | 77               | 21                   |